# Prawdziwe męstwo (film 1969)
Prawdziwe męstwo (tytuł oryg. True Grit) – amerykański western z 1969 w reżyserii Henry’ego Hathawaya, zrealizowany według bestsellerowej powieści Charlesa Portisa z 1968. W rolach głównych wystąpili John Wayne, Glen Campbell i Kim Darby.
W 1970 obraz był nominowany m.in. do nagrody Akademii Filmowej w dwóch kategoriach i w trzech do Złotego Globu, ostatecznie otrzymując po jednym z nich za rolę wykreowaną przez Wayne’a.
W 2010 bracia Coen zrealizowali remake pod tym samym tytułem.

## Fabuła
Akcja rozgrywa się w 1880. 14-letnia Mattie Ross chce zemsty na zabójcy swego ojca. Ostatecznie do pomocy angażuje za 100 dolarów leniwego i zapijaczonego szeryfa Cogburna. Wraz z nim i również ścigającym mordercę Teksańczykiem wyrusza na poszukiwania Toma Chaneya, który tymczasem związał się z bandą rabusiów i koniokradów przewodzoną przez Slade’a.

## Obsada
- John Wayne – szeryf federalny Reuben „Rooster” Cogburn
- Kim Darby – Mattie Ross
- Glen Campbell – Teksańczyk La Boeuf
- Robert Duvall – Ned „Szczęściarz” Pepper
- Jeff Corey – Tom Chaney
- Jeremy Slate – koniokrad Emmett Quincy
- John Fiedler – adwokat Daggett
- Strother Martin(inne języki) – pułkownik Stonehill
- John Doucette – szeryf w Fort Smith
- James Westerfield – sędzia Parker
- H.W. Gim – Czen Li